# Aek Nauli III
Aek Nauli III is een bestuurslaag in het regentschap Tapanuli Utara van de provincie Noord-Sumatra, Indonesië. Aek Nauli III telt 987 inwoners (volkstelling 2010).